# Reino Unido en los Juegos Olímpicos de Vancouver 2010
El Reino Unido estuvo representado en los Juegos Olímpicos de Vancouver 2010 por un total de 52 deportistas que compitieron en 11 deportes. 
La portadora de la bandera en la ceremonia de apertura fue la deportista de skeleton Shelley Rudman.

## Medallistas
El equipo olímpico británico obtuvo las siguientes medallas:
| Nombre       | Deporte  | Competición  |
| ------------ | -------- | ------------ |
| Oro          |          |              |
| Amy Williams | Skeleton | Individual F |
| Plata        |          |              |
| —            |          |              |
| Bronce       |          |              |
| —            |          |              |